# تورتورلا
تورتورلا (به ایتالیایی: Tortorella) یک کومونه در ایتالیا است که در استان سالرنو واقع شده‌است.

## خصوصیات
تورتورلا ۴۹ کیلومترمربع مساحت و ۵۶۳ نفر جمعیت دارد و ۵۸۲ متر بالاتر از سطح دریا واقع شده‌است.